# Jędrzejów (gromada w powiecie jędrzejowskim)
Jędrzejów – dawna gromada, czyli najmniejsza jednostka podziału terytorialnego Polskiej Rzeczypospolitej Ludowej w latach 1954–1972.
Gromady, z gromadzkimi radami narodowymi (GRN) jako organami władzy najniższego stopnia na wsi, funkcjonowały od reformy reorganizującej administrację wiejską przeprowadzonej jesienią 1954 do momentu ich zniesienia z dniem 1 stycznia 1973, tym samym wypierając organizację gminną w latach 1954–1972.
Gromadę Jędrzejów z siedzibą GRN w mieście Jędrzejów (nie wchodzącym w jej skład) utworzono 1 stycznia 1969 w powiecie jędrzejowskim w woj. kieleckim z obszarów zniesionych gromad Podchojny, Skroniów i Łysaków (bez wsi Łysaków-Dziadówki, Łysaków Kawęczyński i Łysaków pod Lasem).
1 stycznia 1970 do gromady Jędrzejów przyłączono z miasta Jędrzejowa w tymże powiecie tereny pod nazwą Za Szpitalem o powierzchni 123 ha, tereny pod nazwą Jasionka o powierzchni 221 ha i tereny pod nazwą Piaski o powierzchni 578 ha wraz z położoną na tym terenie ulicą Piaski; z gromady Jędrzejów wyłączono natomiast część obszaru wsi Mały Skroniów pod nazwą Dziadówki o 36 ha, włączając ją do Jędrzejowa.
Gromada przetrwała do końca 1972 roku, czyli do kolejnej reformy gminnej. 1 stycznia 1973 utworzono gminę Jędrzejów.